# Гребля Ілісу
Гребля Ілісу (тур. Ilısu Barajı) — кам'яно-накидна гребля, що побудована на річці Тигр поблизу аулу Ілісу і вздовж межі провінцій Мардін та Ширнак, Туреччина. Це одна з 22 гребель проекту розвитку Південно-Східної Анатолії. Збудована за для виробництва електрики, боротьби з повенями і зберігання води. Після завершення будівництва греблі електростанція буде виробляти 1200 МВт і утворює водосховище 10.4 billion m³. Будівництво греблі почалося в 2006 році і, завершено в лютому 2018. В рамках проекту, набагато менша гребля Джизре буде побудована нижче за течією для зрошення та виробництва електроенергії. Гребля викликала міжнародні суперечки, тому що затопила частину давнього Хасанкейфу і призвела до переселення людей, що живуть в регіоні. Через це, гребля втратила міжнародне фінансування в 2008 році

## Проект
Гребля Ілісу має 135 м заввишки та 1820 м завдовжки кам'яно-накидна із залізобетонним екраном зі структурним об'ємом 43,900,000 м³ з береговим водоскидом. Гребінь має 15 м завширшки та 610 м завширшки біля основи. У будівлі ГЕС встановлено 6 радіально-осьових гідроагрегатів потужністю по 200 МВт, напір 110 м, діаметр водогонів — 10 м. Таким чином, потужність ГЕС складе 1200 МВт (крім того, буде ще один гідроагрегат для власних потреб потужністю 4,5 МВт), середньорічне вироблення — 3,83 млрд.кВт.год. У енергосистему електроенергія буде видаватися по лініях 380 і 154 кВ. Генератори з очікуваним річної виробленням 3833 ГВт і валовий гідравлічний напір 122,6 м. Водосховище греблі матиме об'єм 10400000000 м³, з яких корисних 7460 млн м³ та 2950000000 м³ буде неактивними. При нормальній висоті 525 м над рівнем моря, площа поверхні водойми буде 313 км²